# Зарічна (Байкаловський район)
Зарі́чна (рос. Заречная) — присілок у складі Байкаловського району Свердловської області. Входить до складу Байкаловського сільського поселення.
Населення — 12 осіб (2010, 7 у 2002).
Національний склад населення станом на 2002 рік: росіяни — 100 %.